# Johannes Scotus Eriugena
 Der er for få eller ingen kildehenvisninger i denne artikel, hvilket er et problem. Du kan hjælpe ved at angive troværdige kilder til de påstande, som fremføres i artiklen.

Johannes Scotus Eriugena (ca. 810 – ca. 877) var en irsk filosof, poet og teolog som opholdt sig i Frankrig i mere end 30 år, blandt andet ved det franske hof.
I sin filosofi var Eriugena præget af nyplatonismen, skabelsen var noget som flød fra Gud og som en tilbagegang til Gud. Han betonede betydningen af fornuften, men uden at sætte spørgsmålstegn ved religionen. Vi kan ikke have kundskab om Gud, kun hvad Gud ikke er, apofatisk teologi. Han var en fremstående forgænger for skolastikken og oversatte og skrev kommentarer til Pseudo-Dionysios’ arbejde.

## Navn
Johannes Scotus Eriugena er også nævnt som Johannes Scotus Erigena, Johannes Scottus Eriugena, og John the Scot. «Eriugena» er måske det mest dækkende efternavn eftersom han selv benyttede det i et manuskript. «Scottus» var en tilføjelse fra middelalderen og betyder Gael (dvs galler), og i dette tilfælde irsk (eller skotsk i andre). Skrivemåden «Scottus» har autoritet fra tidlige manuskripter som går tilbage til 1000-tallet. Af og til bliver han også kaldt for «Scottigena» («Gaelicborn» = Gallerfødt) i nogle manuskripter.

## Indflydelse
Eriugenas arbejde udmærker sig med hans frie spekulationer og djærvheden i måden han har udarbejdet sit logiske eller dialektiske system for universet. Han markerer en overgangsfase fra den ældre platoniske filosofi til den senere skolastik. For Eriugena er filosofi ikke underlagt teologien, og hans markerede forskel mellem disse to blev gentaget ord for ord af de senere skolastikere, men dens betydning hviler på at forskellen er fundamental. For Eriugena var filosofi (eller begrundelser) den første og primitive autoritet, og religion sekundært og afledt af denne.
Hans indflydelse var større for mystikerne end for logikerne, men han var ansvarlig for en fornyelse af de filosofiske tanker som havde været fraværende i det vestlige Europa efter Boethius’ død 525.